# Сражение на озере Эри
Сражение на озере Эри (Битва Пут-ин-Бей) (Battle of Lake Erie) — одно из крупнейших сражений американского и британского флотов во время Англо-американской войны 1812—1815 годов. Девять судов ВМС США разгромили и захватили шесть судов Британского королевского флота. Это обеспечило американцам контроль над озером до конца войны, что, в свою очередь, позволило американцам вернуть Детройт и выиграть сражение на Темсе, в котором была разбита индейская армия вождя Текумсе.

## Предыстория

### 1812 г.
Когда началась война, англичане немедленно захватили контроль над озером Эри. У них уже был небольшой отряд боевых кораблей: военный шлюп «Королева Шарлотта» и бриг «HMS General Hunter». Шхуна «Lady Prevost» находилась в заключительной стадии строительства и была введена в эксплуатацию через несколько недель после начала войны. Эти суда контролировались провинциальной береговой охраной, (военно-транспортной, а не военно-морской службой). Тем не менее, американцам нечего было противопоставить британским вооруженным кораблям — единственный американский военный корабль на озере Эри, бриг «Адамс», не был готов к эксплуатации в начале войны, и когда американская армия генерала Уильяма Халла отказалась от вторжения в Канаду, «Адамс» оказался блокирован в Детройте британскими батареями Сэндвича и батареями на канадской стороне реки Детройт. Британский генерал-майор Исаак Брок использовал свой контроль над озером, чтобы разбить армию Халла при осаде Детройта, перерезав американские линии снабжения и быстро переправился с подкреплениями в Амхерстбург, откуда начал успешную высадку на американской стороне реки Детройт.
Британцы захватили «Адамс», когда Детройт был сдан, и переименовали корабль в «HMS Detroit». Вместе с бригом «Каледония», который был конфискован у канадской Северо-Западной компании, он был взят на абордаж и захвачен около форта Эри 9 октября американскими моряками и солдатами во главе с лейтенантом Джесси Эллиотом. Детройт сел на мель на острове посреди реки Ниагара и был подожжён, чтобы судно не досталось противнику. «Каледония» же была доставлена на военно-морскую верфь в Блэк-Рок и вошла в состав ВМС США. В Блэк-Роке также находились шхуны «Somers» и «Ohio» и шлюп «Trippe», которые были куплены ВМС США и переоборудованы в канонерские лодки. В то время как британцы удерживали форт Эри и близлежащие батареи, которые доминировали над рекой Ниагара, все эти суда были блокированы и не могли покинуть Блэк-Рок.
В конце 1812 года Пол Гамильтон, министр флота США, встретил Дэниела Доббинса, который избежал плена в Детройте и принёс информацию о британских войсках на озере Эри. Доббинс посоветовал использовать залив Преск-Айл на озере Эри, штат Пенсильвания, в качестве военно-морской базы. Доббинса послали построить там четыре канонерские лодки, хотя лейтенант Эллиот возражал против этого, ссылаясь на отсутствие условий. Другая проблема заключалась в том, что через вход в гавань на Преск-Айл тянулась песчаная отмель, которая затруднила бы вывод вновь построенных американских кораблей на открытую воду. В сентябре Доббинс начал руководить заготовкой строевого леса. К ноябрю Доббинс нанял главного корабельного мастера Эбенезера Кросби, чтобы тот начал работу над четырьмя деревянными кораблями. Коммодор Исаак Чонси был назначен командующим военно-морскими силами Соединенных Штатов на Великих озёрах в сентябре 1812 года. 1 января 1813 года он ненадолго посетил Эри и одобрил действия Доббинса, посоветовав готовить материалы для более крупного судна, но затем вернулся к озеру Онтарио, где впоследствии сконцентрировал свою энергию.

### 1813 г.
В январе 1813 года Уильям Джонс, сменивший Гамильтона на посту министра военно-морского флота США, приказал построить два корвета с бриговой оснасткой на Преск-Айл и перевёл туда корабельного мастера Ноа Брауна из гавани Сакетс на озере Онтарио, чтобы тот руководил их постройкой. За исключением оснастки и грубой конструкции (например, использование деревянных колышков вместо гвоздей из-за их нехватки), эти два брига были близкими копиями весьма совершенного по тем временам шлюпа USS Hornet. Самые крупные орудия были доставлены с литейных заводов в Чесапикском заливе, и с большим трудом переправлены в Преск-Айл. (Американцам повезло в том, что некоторые из их самых больших орудий были отправлены незадолго до того, как рейдовые группы под командованием контр-адмирала Джорджа Кокберна разрушили литейный завод во Френчтауне на восточном побережье.) Однако американцы смогли получить другие материалы и оборудование из Питтсбурга, который развивался как производственный центр, а орудия меньшего калибра были заимствованы у армии.
Мастер-коммандант Оливер Хазард Перри ранее был назначен командующим на озере Эри благодаря поддержке со стороны Джереми Б. Хауэлла, старшего сенатора от Род-Айленда, заменив на этой должности лейтенанта Джесси Эллиота. Он прибыл на Преск-Айл, чтобы принять командование в конце марта. Организовав защиту Преск-Айл, он направился к озеру Онтарио, чтобы получить подкрепление от коммодора Исаака Чонси. Он командовал американскими шхунами и канонерскими лодками в битве при Форт-Джордж, а затем отправился в Блэк-Рок, где американские суда были освобождены, когда британцы оставили Форт-Эри в конце мая. Перри отбуксировал их тягловыми быками до Ниагары, на что потребовалось шесть дней, и отплыл вдоль берега к Преск-Айл.
Тем временем командиром британской эскадры на озере Эри был назначен коммандер Роберт Хериот Барклай. Ранее другой британский офицер поставил под угрозу свою карьеру, отказавшись от этого назначения, поскольку не верил в то, что британские суда смогут противостоять американской эскадре. Барклай пропустил встречу с «Королевой Шарлоттой» в Пойнт-Абино и был вынужден совершить утомительное путешествие в Амхерстбург по суше, прибыв туда 10 июня. Он привез с собой лишь горстку офицеров и моряков. Когда он принял командование эскадрой, экипажи его судов состояли всего из семи британских моряков, 108 офицеров и солдат провинциальной береговой охраны (которых Барклай ценил невысоко), 54 человек из Королевского Ньюфаундлендского полка и 106 солдат 41-го пехотного полка, фактически не имевших никакого отношения к флоту. Тем не менее, он немедленно отправился в путь на «Королеве Шарлотте» и «Lady Prevost». Сначала он разведал базу Перри на Преск-Айл и определил, что её защищают 2000 пенсильванских ополченцев, батареи и редуты. Затем он прошёл вдоль восточной оконечности озера Эри, надеясь перехватить американские суда у Блэк-Рока, но погода была туманная, и он их не заметил.
В течение июля и августа Барклай получил два небольших судна, шхуну «Chippeway» и шлюп «Little Belt», которые были реконструированы в Чатеме на реке Темзе, и попытался достроить корабельный корвет «HMS Detroit» в Амхерстбурге. Поскольку в начале 1813 года американцы контролировали озеро Онтарио и оккупировали Ниагарский полуостров, припасы для Барклая пришлось доставлять по суше из канадского Йорка. Победа американцев в сражении при Йорке привела к тому, что орудия (24-фунтовые карронады), предназначенные для «HMS Detroit», попали в руки американцев. Артиллерию корабля пришлось усиливать орудиями из укреплений Амхерстберга. Впоследствии на заседании военного трибунала Барклай утверждал, что на этих орудиях не было кремнёвых замков, поэтому из них можно было стрелять, лишь поджигая порох пистолетными замками.
Барклай неоднократно просил людей и припасы у коммодора Джеймса Лукаса Йео, командующего на озере Онтарио, но получал очень мало. Командующий британскими войсками на границе с Детройтом генерал-майор Генри Проктер был так же лишён солдат и боеприпасов своим начальством. Он отказался атаковать Преск-Айл без подкреплений, и вместо этого понёс тяжелые потери в неудачной атаке на форт Стефенсон, на которую он пошёл по настоянию некоторых своих союзников-индейцев.

## Сражение
Утром 10 сентября американцы увидели идущие к ним суда Барклая и снялись с якорной стоянки в Пут-ин-Бей. Ветер был слабым. Первоначально Барклай был в наветренном положении, но ветер переменился, и Перри смог приблизиться и атаковать. Обе эскадры выстроились в боевой строй, а самые тяжелые корабли находились в центре линий. Первый выстрел был произведен «Детройтом» в 11:45. Перри надеялся быстро подвести два своих самых больших брига, флагманский «Лоуренс» и «Ниагару», к британским кораблям, чтобы те попали в в зону досягаемости их карронад, но при слабом ветре его суда двигались с очень небольшой скоростью, и «Лоуренс» подвергался обстрелу более дальнобойных орудий «Детройта» в течение как минимум 20 минут, прежде чем смог эффективно отвечать.
Когда в 12:45, британские суда наконец оказались в пределах досягаемости карронад «Лоуренс», её огонь оказался не таким эффективным, как надеялся Перри, артиллеристы брига, очевидно, перегрузили карронады картечью. «Ниагара», под командованием Эллиота, находящаяся позади «Лоуренса», долго не вступала в бой и оставалась вне зоны досягаемости карронад. Возможно, что Эллиоту было приказано вступить в бой с «Королевой Шарлоттой», и что «Ниагаре» закрывала зону обстрела «Каледония», но действия Эллиота стали предметом спора между ним и Перри на долгие годы.
На борту британского корабля «Королева Шарлотта», противостоящего «Ниагаре», погибли командир Роберт Финнис и старший офицер. Следующий по старшинству офицер, лейтенант Ирвин из провинциальной береговой охраны обнаружил, что «Ниагара» и американские канонерские лодки были далеко вне досягаемости, и обогнал бриг «Генерал Хантер», чтобы атаковать «Лоуренс» с близкого расстояния.

Перри и Сайрус Тиффани переправляются с «Лоуренса» на «Ниагару», мозаика 1943 года

Хотя американские канонерские лодки в тылу американской боевой линии неуклонно наносили удары по британским кораблям в центре боя с большого расстояния, «Лоуренс» был сильно повреждён двумя британскими кораблями. Четыре пятых его команды были убиты или ранены. Оба корабельных хирурга были больны «озерной лихорадкой» (малярией), поэтому о раненых заботился помощник хирурга Ашер Парсонс. Когда последнее орудие на «Лоуренсе» вышло из строя, Перри решил перейти на «Ниагару». Он прошел на шлюпке до «Ниагары» полмили (1 км) под сильным орудийным огнем, в то время как «Лоуренс» сдался. Говорят, что его личный слуга, чернокожий Сайрус Тиффани, сопровождал и защищал Перри во время этого путешествия. Позже утверждалось, что Перри покинул «Лоуренс» уже после капитуляции, но на самом деле он только снял свой личный вымпел синего цвета с девизом «Не сдавать корабль».
Когда «Лоуренс» сдался, стрельба ненадолго стихла. «Детройт» столкнулся с «Королевой Шарлоттой», оба корабля были почти неуправляемыми из-за поврежденного такелажа, а почти все офицеры были убиты или серьёзно ранены. Сам Барклай также был тяжело ранен, а его старший офицер убит, командование принял лейтенант Инглис. Большинство малых британских судов также были выведены из строя и дрейфовали с подветренной стороны. Тем не менее британцы ожидали, что «Ниагара» отступит и уведет за собой американские корабли.
Вместо этого, оказавшись на борту «Ниагары», Перри взял командование судном на себя и направил «Ниагару» на поврежденные корабли Барклая, чему способствовал усиливающийся ветер. «Ниагара» прорвала британскую линию впереди «Детройта» и «Королевы Шарлотты» и дала по ним бортовой залп, в то время как «Каледония» и американские канонерские лодки вели огонь с кормы. Хотя командам «Детройта» и «Королевы Шарлотты» удалось расцепить два корабля, они больше не могли оказывать никакого эффективного сопротивления. Оба корабля сдались около 15:00. Меньшие британские суда пытались бежать, но были настигнуты и тоже сдались. Хотя Перри выиграл битву на «Ниагаре», он принял британскую капитуляцию на палубе «Лоуренса».

## Последствия
Корабли Перри и захваченные призы были поставлены на якорь, а недалеко от острова Уэст Систерс шёл поспешный ремонт, когда Перри написал свое известное послание генералу Гаррисону. Карандашом на обратной стороне старого конверта Перри написал:

Уважаемый генерал,
Мы встретили врага, и он наш. Два корабля, два брига, одна шхуна и один шлюп.
С большим уважением,

Оливер Хазард Перри
Затем Перри отправил следующее сообщение министру военно-морского флота Уильяму Джонсу:
Бриг «Ниагара», Уэст Систерс,
глава озера Эри, 10 сентября 1813 года, 16:00.
Сэр: — Всемогущему было угодно дать в руки Соединенных Штатов знаменательную победу над их врагами на этом озере. Британская эскадра, состоящая из двух кораблей, двух бригов, одной шхуны и одного шлюпа, в этот момент сдалась силам под моим командованием после жестокого боя.
Я имею честь быть, сэр, с большим уважением, вашим покорным слугой,

О. Перри.
После того, как все пригодные для использования суда и захваченные призы были отремонтированы, Перри переправил 2500 американских солдат в Амхерстбург, который был захвачен без сопротивления 27 сентября. Между тем, 1000 кавалеристов во главе с Ричардом Ментором Джонсоном двинулись по суше в Детройт, который также был захвачен без боя примерно в тот же день. Британская армия под командованием Проктера приготовилась оставить свои позиции ещё до того, как Проктер узнал результат битвы. Несмотря на уговоры Текумсе, который возглавил конфедерацию индейских племен, объединившихся с Британией, Проктер уже покинул Амхерстбург и Детройт и 27 сентября начал отступать вверх по Темсе. Не имея припасов, индейцам Текумсе не оставалось ничего другого, как последовать его примеру. Харрисон догнал отступающие силы Проктера и разбил их 5 октября в битве на Темсе, в которой был убит сам Текумсе, и его заместитель и самый опытный воин, вождь вайандотов Раундхед. Победа на озере Эри имела важнейшее стратегическое значение. Американцы получили контроль над озером Эри до конца войны. Это составило большую часть успехов американцев на Ниагарском полуострове в 1814 году, а также устранило угрозу британского нападения на Огайо , Пенсильванию или Западный Нью-Йорк. Однако экспедиция 1814 года по захвату острова Макинак на озере Гурон потерпела неудачу, и американцы потеряли восемь своих меньших судов и призов. (Четыре из них были уничтожены, когда британцы захватили Блэк-Рок, где они стояли на приколе, после битвы при Буффало в конце 1813 года, а четыре были взяты на абордаж и захвачены в плен в отдельных инцидентах на озере Эри и Гурон.) После войны между Перри и Эллиотом произошла ожесточенная ссора из-за того, что они участвовали в боевых действиях, в основном, в прессе. С британской стороны, Барклай был признан военным трибуналом невиновным в поражении, но он был слишком тяжело ранен, чтобы снова продолжать службу в течение нескольких лет.